# Crucifijo en madera de tilo

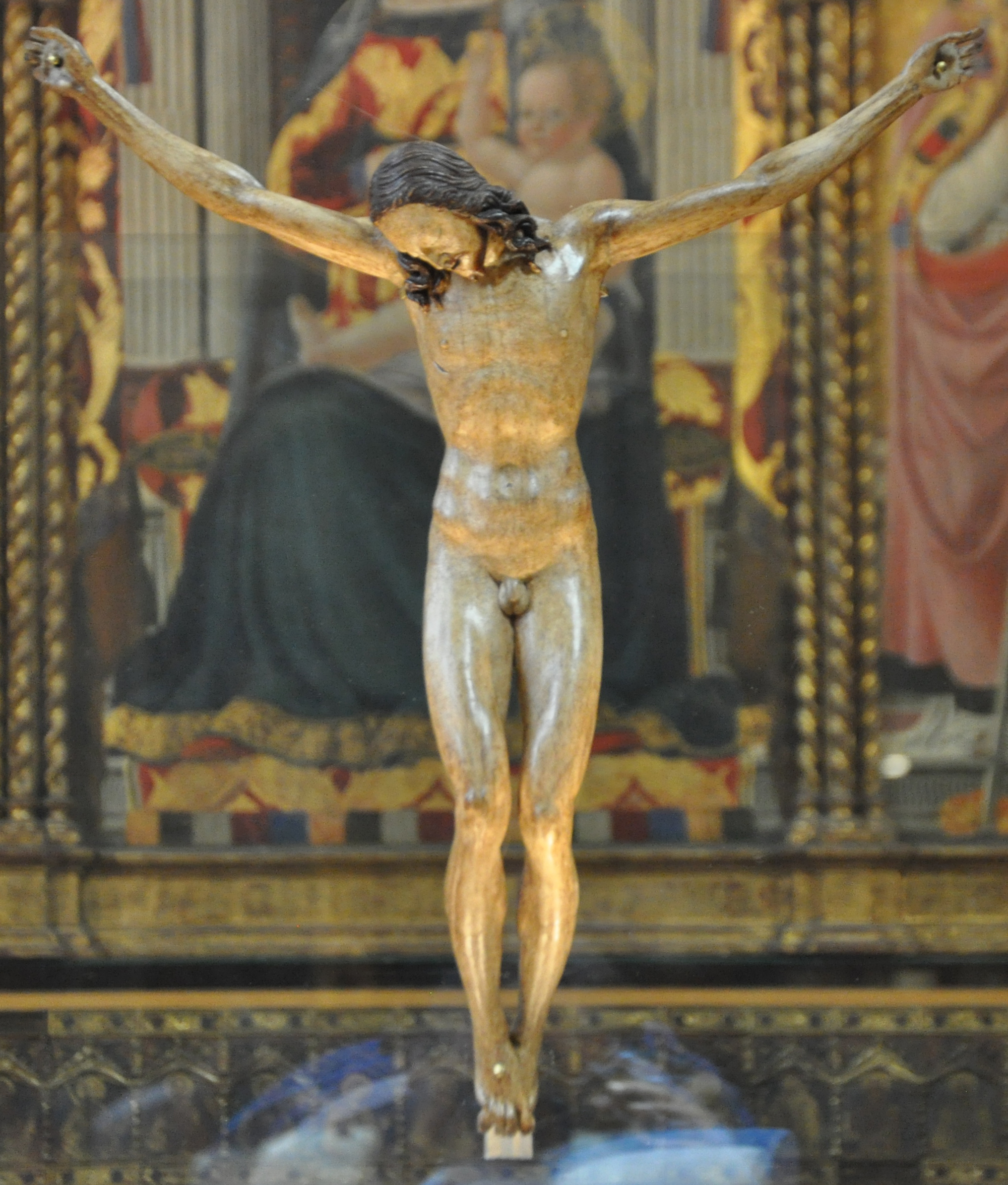
El Crucifijo en madera de tilo

El Crucifijo en madera de tilo o Crucifijo Gallino es una pequeña escultura de madera, que actualmente carece de la cruz. Está dudosamente atribuida a Miguel Ángel Buonarroti y datada entre 1495 y 1497. Tiene un tamaño de 41,30 x 39,70 cm y pertenece a los Museos Estatales de Florencia, que aún no han seleccionado la ubicación final de la obra.
Por su tamaño se cree que era un trabajo destinado a la devoción privada. Su último propietario fue Giancarlo Gallino un comerciante de antigüedades. La atribución realizada como de Miguel Ángel, es una posición fuertemente impugnada por muchos especialistas en arte. La crítica se divide en lados opuestos, entre los que consideran que es una obra autógrafa realizada por el escultor florentino y en contraste a esta evaluación, hay quien cree que se trata de una obra en serie, fruto de la tradición artística de Florencia. En consecuencia, ha suscitado una gran perplejidad, a pesar de la investigación judicial del Tribunal de Cuentas, la decisión del Estado italiano a enfrentarse con el pago de una importante suma para la adquisición de la escultura.

## Historia

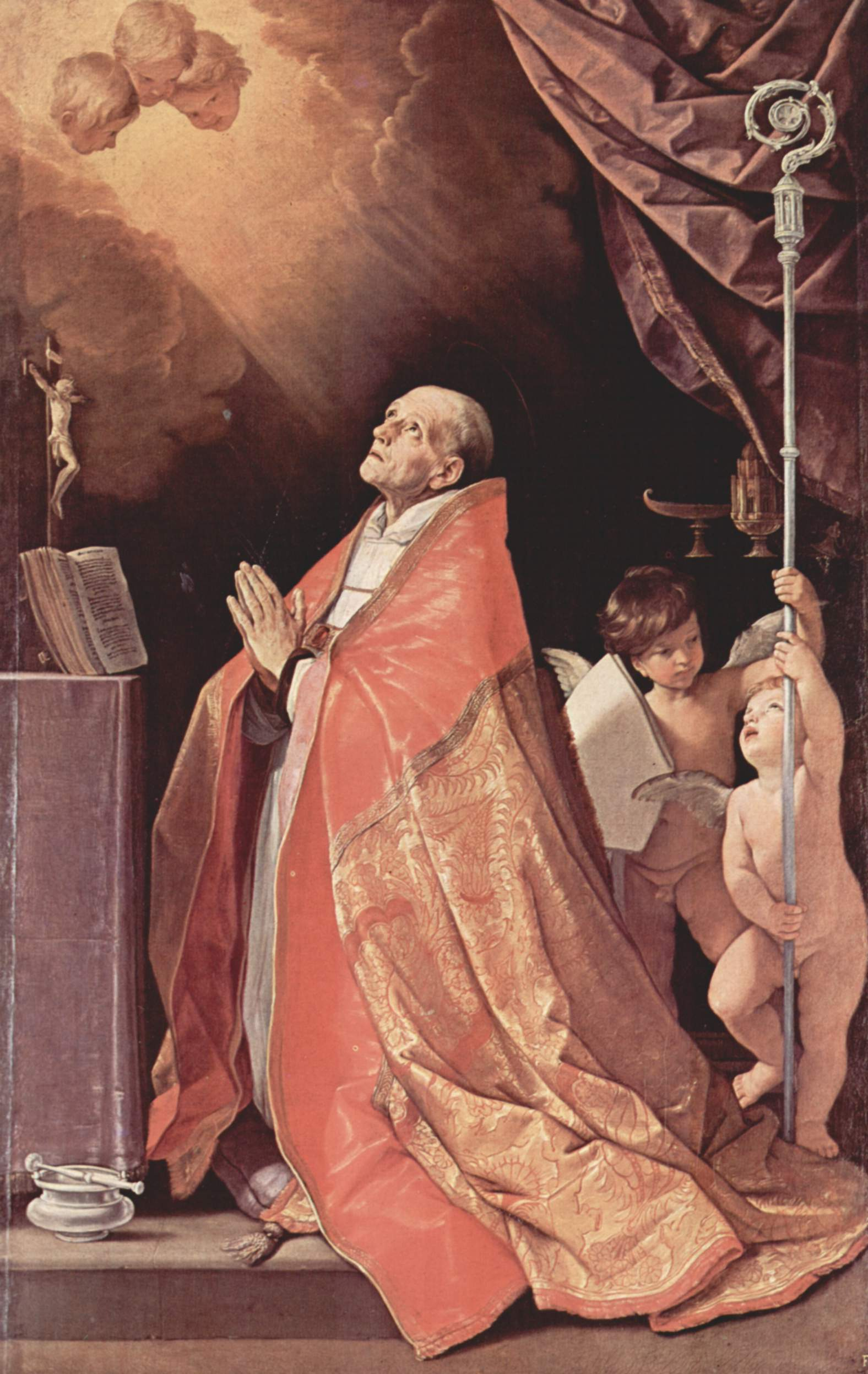
San Andrés Corsini de Guido Reni (c. 1630-35): el crucifijo devocional que se aprecia en esta pintura, ha estado sujeto a una fuerte asociación con el Crucifijo en madera de tilo.

La obra fue descubierta en los años 1990 cuando el anticuario Giancarlo Gallino la presentó para su estudio a expertos sobre Miguel Ángel.

### Presunto origen de la familia Corsini
Una opinión en las telenoticias del 21 de diciembre de 2008, durante una aparición en un estudio de la RAI, de Roberto Cecchi, director general del patrimonio histórico-artístico, hizo una alusión a un origen florentino, no muy especificado pero dado por seguro: esta alusión se materializó en un fascinante pasado, que daba a la escultura como proveniente de la herencia de una antigua familia, los Corsini, distinguidos por haber contado entre sus miembros con un papa en el siglo XVIII (Clemente XII) además de un santo en el siglo XIV (San Andrés Corsini). En la iconografía de este personaje, retratado en una pintura por Guido Reni, dio la señal para un mayor enriquecimiento de la historia: el crucifijo, se relacionó con uno visible en la pintura de Guido Reni realizada en la primera mitad del siglo XVII. El origen de una familia florentina no concreta es mencionado también por Valeria Merlini, comisaria de la exposición del crucifijo en el Castello Sforzesco de Milán (abril-mayo de 2009) La asociación de la imagen del crucifijo a la representada en la pintura de Guido Reni, es un acercamiento totalmente arbitrario y forzado, que se oponen las razones estilísticas: el Cristo en la cruz de Reni se considera «una invención típica del pintor boloñés, y que abrió el camino para los cristos de Gian Lorenzo Bernini y Alessandro Algardi».
En realidad, tanto la aparición de la nada en el siglo XX, como la impresionante historia del objeto de devoción de una ilustre familia patricia, fueron retirados de las investigaciones periodísticas y de los carabinieri. Al final resultó que, el crucifijo era un objeto que se encontraba hacía tiempo circulando en el mercado del arte: Giancarlo Gallino lo había obtenido en Florencia, de un compañero comerciante de antigüedades de la Via Maggio, mientras que antes la pieza había sido vendida en el mercado de Nueva York, donde el anticuario florentino la había adquirido por una modesta suma, «equivalente aproximadamente a unos 10.000 euros».

### Primera exposición
Se exhibió por primera vez al público en el Museo Horne de Florencia en 2004, donde recibió una opinión positiva de la adjudicación por parte de Giancarlo Gentilini, Antonio Paolucci, Cristina Acidini, Umberto Baldini, Luciano Bellosi, Massimo Ferretti, —quien más tarde trató de aclarar su posición, definiendo no estar seguro para definirlo como obra de Miguel Ángel-. A esta atribución en artículos de prensa, se unieron de manera convencida el estudioso Arturo Carlo Quintavalle y, de manera más prudente y matizada, Vittorio Sgarbi:

La calidad es muy alta y es complicado imaginar otro escultor que pueda haber realizado una obra de este género.
—Il Giornale del Piemonte, 23 de abril de 2004.

 Después de la conclusión de la exposición, la obra fue puesta bajo la tutela del Ministerio de Cultura.

### Los intentos anteriores a  su venta
En el año 2006, la obra se fue oferta para su compra a la Cassa di Risparmio de Florencia, —que posee una gran colección de arte— con un pedido inicial de quince millones de euros: en unas pocas semanas frente a la cautela expresada por los expertos consultados por el instituto bancario, el propietario redujo su demanda a tres millones de euros, un movimiento, que hizo poco para convencer al banco para realizar su compra. La obra era ciertamente muy bella y el precio había sido muy reducido. Pero aún se dudaba para pagar esta oferta.

### Venta al Estado italiano
El 5 de julio de 2007, Giuliano Gallino propuso la venta al ministerio, dirigido por Francesco Rutelli, por un total de dieciocho millones de euros.
Después de las opiniones expresadas por el Comité del Patrimonio Cultural, órgano técnico científico del ministerio, y el establecimiento de las negociaciones, la relación terminó en 2008, cuando el jefe del departamento fue reemplazado por Sandro Bondi. El 13 de noviembre de 2008, de hecho, la propuesta de compra se formalizó, por 3.250.000 euros, con Roberto Cecchi, en la dirección general del patrimonio histórico y artístico: la propuesta, aceptada por el vendedor al día siguiente, determinó la adquisición de la obra de arte por el Estado italiano. Se realizó una exposición en la Embajada de Italia ante la Santa Sede con la presencia del papa Benedicto XVI y el director de los Museos Vaticanos y más tarde en la Cámara de Diputados y en otros lugares, como el Castello Sforzesco de Milán. El crucifijo está en espera de un destino final en un museo de Florencia, el Bargello, o tal vez el Museo Bardini.

## Paternidad de la obra

### Atribución a la autoría de Miguel Ángel
La atribución de la obra ha recibido la opinión positiva de muchos estudiosos. En particular, se propone una confrontación directa con el Crucifijo del Santo Spirito, atribuido a una obra de Miguel Ángel de su juventud, donde prevalece un estilo dulce  suave y religioso, diferente del dinamismo que se advierte en las obras de madurez, pero en el que vemos una extrema atención a los datos de la anatomía real, que Miguel Ángel había podido estudiar en los cadáveres del hospital en el convento agustino del Santo Spirito en Florencia. Incluso el pequeño crucifijo de tilo tiene un cuidado extremo en los detalles, bien visible en los tendones del pie o la rodilla, que no tiene parangón en las obras de otros maestros de la época. Incluso la expresión, es silenciosamente doliente pero no dramática, recuerda la obra del Santo Spirito, y responde perfectamente a la estética defendida por Savonarola, con una atención a la armonía típica del arte del Renacimiento —las proporciones del cuerpo están perfectamente inscritas en un círculo, como presenta el Hombre de Vitruvio de Leonardo da Vinci—. La datación se coloca, por analogía, entre 1495 y 1497 aproximadamente.

### Opiniones contrarias
La atribución a Miguel Ángel es sin embargo rechazada por Margrit Lisner, «principal experta de los crucifijos florentinos del Renacimiento», que fue responsable de la asignación del Crucifijo del Santo Spirito al joven Miguel Ángel, sostiene que el pequeño crucifijo de tilo es obra de Andrea Sansovino.

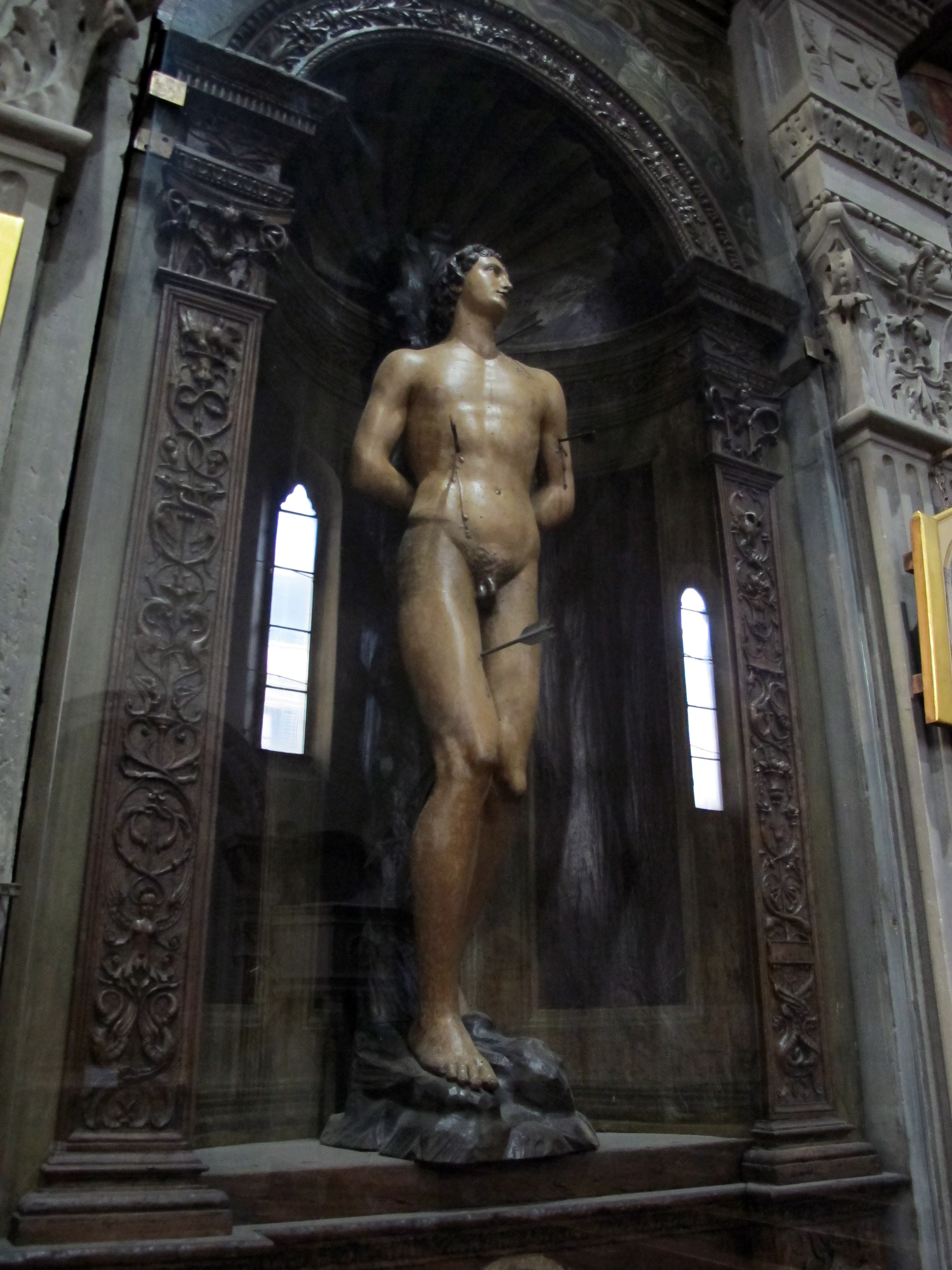
San Sebastián de Leonardo del Tasso

Stella Rudolph, define la compra como imprudente, ha propuesto la atribución al florentino Leonardo del Tasso. El pequeño crucifijo atribuido a Miquel Àngel. se acerca según Rudolph al San Sebastián tallado que se muestra en el tabernáculo de la pared izquierda en la iglesia de San Ambrosio de Florencia. También puso de manifiesto la incongruencia del precio ridículamente bajo para una obra escultórica juvenil y autógrafa de Miguel Ángel, que tendría un valor mucho más alto, ya que por ejemplo: «un dibujo suyo de una Dolorosa fue otorgado en 10,200,000 euros en una subasta de Sotheby's en el año 2001». Este mismo precio se convertiría en un «sin sentido» si se refiriera a una asignación de trabajo en serie o de dudosa atribución.
Una posición negativa similar fue tomada por Paola Barocchi, profesora emérita de la Escuela Normal de Pisa, y una especialista de las más influyentes sobre Miguel Ángel. Sobre el crucifijo se expresó en estos términos:

...un producto fabricado en serie. Nada de Miguel Ángel, ni siquiera la escuela. Nos enfrentamos a un buen escultor y a sus compañeros de taller de finales del siglo XV. Ellos construyeron una docena de obras que en el 2004, junto con el Cristo en madera de tilo, falsamente atribuido a Miguel Ángel, fueron exhibidas en una exposición en el Museo Horne.

En la misma línea se expresó Francesco Caglioti, un especialista en la escultura del Renacimiento, que hizo hincapié en la imposibilidad estilística en el acercamiento al gran Crucifijo del Santo Spirito. El trabajo, en su opinión, encaja en la tradición de la artesanía artística, de los talladores florentinos, cuyo nivel de calidad es bien conocido por los estudiosos, con la garantía de Florencia en una supremacía verdaderamente artística. El deseo de dar a cualquier precio, el Crucifijo en madera de tilo, al trabajo único de Miguel Ángel, cubrirá con su sombra la alta calidad de esta tradición artística florentina, que no tenía igual en el Renacimiento.
La académica de la Accademia Nazionale dei Lincei, Mina Gregori se expresa de manera negativa sobre la autenticidad de la atribución y dijo que espera que el Estado vuelva a evaluar la posibilidad de un retorno al vendedor. Fue esta misma experta quien disuadió, a la Sede central de la Caja de Ahorros de Florencia de participar en la compra, cuando el objeto se le había ofrecido con una suma final, incluso bastante menor.

### Otras opiniones
Alessandro Nova, director del Kunsthistorisches Institut in Florenz, expresó su asombro al ver cómo «el gobierno, con todos los problemas que hay en la actualidad económica, están invirtiendo en obras de género y un similar bagaje de alto riesgo». Dentro del mismo contexto  se encuentra el comentario de Claudio Pizzorusso, de la Universidad de Siena, sobre el «precio absurdo, en un contexto de problemas generales, [...] por una mera hipótesis, no por un verdadero Michelangelo», que está en contraste con la indiferencia general por «tantas obras de gran valor». Una corrección parcial ha sido expresada por Massimo Ferretti, en un principio entre los que se encontraban a favor, el cual ha dejado claro que «...no dijo que era de Miguel Ángel. De hecho, no he sido capaz de cuadrar el círculo de la atribución y al final me he puesto un signo de interrogación».
En algunas áreas de la crítica de arte, el hecho, también fue objeto de una cierta ironía:«¿Los italianos han despilfarrado 4,2 millones de dólares por un falso crucifijo de Miguel Ángel?» haciendo notar que no hay ninguna documentación en las biografías de la época.

## Otros crucifijos atribuidos a Miguel Ángel
- Crucifijo del Santo Spirito
- Crucifijo de Montserrat